# Aganocrossus ingloriosus
Aganocrossus ingloriosus är en skalbaggsart som beskrevs av Schmidt 1916. Aganocrossus ingloriosus ingår i släktet Aganocrossus och familjen Aphodiidae. Inga underarter finns listade i Catalogue of Life.